# أحمد الكواملة
أحمد عبد المجيد خليل الكَوامِلَة (1952) شاعر وكاتب مسرحي أردني فلسطيني. ولد في مخيّم العرّوب شمال مدينة الخليل. حصل على دبلوم معهد المعلّمين، وعمل في مدارس وكالة الغوث الدولية في الأردن. نشر أدبه في الصحف والمجلات الأردنية والعربية وله دواوين شعرية عديدة ومسرحيات للأطفال، نال عدة جوائز.

## سيرته
وُلد أحمد عبد المجيد خليل الكواملة في مخيم العروب في الخليل سنة 1952. درس الثانوية العامة في مدرسة حلحول 1972، وحصل على شهادة الدبلوم في التربية من معهد المعلمين للآداب في عمّان سنة 1974، ثم شهادة البكالوريوس في التربية من كلية العلوم التربوية التابعة لوكالة الأمم المتحدة لإغاثة وتشغيل اللاجئين الفلسطينيين فيها سنة 1998.

عمل معلمًا بمدارس وكالة الغوث في مخيم حطين بالرصيفة من 1974 حتى 2001، ثم انتقل للعمل في وزارة التربية والتعليم في 2002 وعمل مشرفا تربوياً على روضة حطين، جمعية أصدقاء الأطفال سابقاً، حتى 2017.

هو عضو في رابطة الكتاب الأردنيين، وجمعية أصدقاء الأطفال، ورئيساً لنادي الرواد الثقافي لدروتين وعمل أميناً للسر وعضو هيئة إدارية لرابطة الكتاب الأردنيين بفرع الزرقاء.

## جوائزه
- 1986: جائزة الملكة نور لأدب الطفل، حقل الشعر، من مؤسسة نور الحسين عن مجموعته أناشيد للأطفال.[3]
- 1995: جائزة أغنية الطفل من وزارة الثقافة عن أغنيتين للأطفال من تأليفه هما قمر للأطفال من تلحين سامر غوشة، والسائق الإنسان.
- 1989:جائزة عن أغنية لنغنّي مجدَ الأوطان من تلحين سامر غوشة.[3]
- 1997: جائزة أفضل أغنية للأطفال في استفتاء التلفزيون الأردني.[3]
- 2015: جائزة خليل السكاكيني لأدب الأطفال من رابطة الكتاب الأردنيين.[3]

## مؤلفاته
من دواوينه الشعرية:
- أغنيات الحب والغضب، 1986
- صعود الجسد، 1991
- ذاكرة القرنفل، 1997
- أقمار للوطن أزهار للطفولة، شعر للأطفال، 2015
- مزامير يَهوَّة، 2015
- مقامات . 2019

من مسرحياته:
- الباعة الصغار
- فصول
- الأسد والثيران الثلاثة، مسرحية شعرية للأطفال، 1994.
- حيلة ثعلوب، مسرحية شعرية للأطفال، 2000.
- أرنوب وحكيم الطبيعة
- الباعة الصغار

من كتبه:
- بانوراما الفن التشكيلي في الأردن، مشترك مع محمد أبو زريق، 1990.
- الأعمال الشعرية غير المنشورة للشاعر عبد الفتاح الكواملة، مشترك مع زياد أبو لبن، 1997.
- أغنيات للأطفال، مهرجان أغنية الطفل الثاني، 1995.
- أغنيات للأطفال، مهرجان أغنية الطفل الرابع، 1998.
- فضاءات شعرية، 2000.
- القلم العجيب وقصص أخرى، مجموعة قصصية، 2015.

## وصلات الخارجية
- في موقع الأرشيف للمجلات